# Albeuve

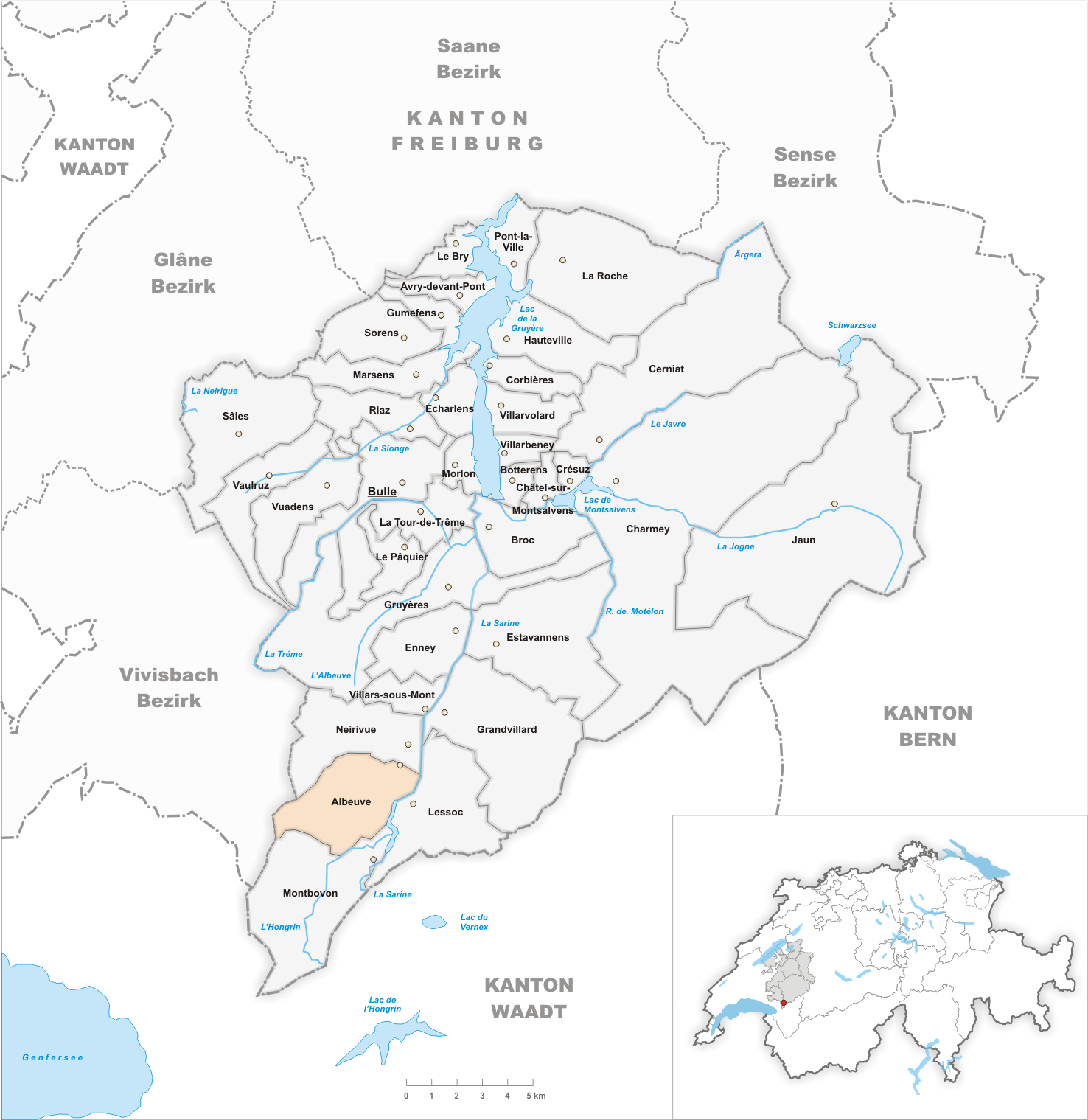
Gemeindestand vor der Fusion am 1. Januar 2002

Albeuve (Freiburger Patois Èrbivouèⓘ) ist eine Ortschaft und früher selbständige politische Gemeinde im Distrikt Greyerz des Kantons Freiburg in der Schweiz. Am 1. Januar 2002 fusionierte Albeuve zusammen mit Neirivue, Lessoc und Montbovon zur neuen Gemeinde Haut-Intyamon, deren Gemeindeverwaltung sich in Albeuve befindet. Der frühere deutsche Name Weissbach wird heute nicht mehr verwendet.

## Geographie
Albeuve liegt auf 769 m ü. M., 11 km südlich des Bezirkshauptortes Bulle (Luftlinie). Das Haufendorf erstreckt sich am westlichen Rand des Saanetals südlich des Baches Marive, in der Haute-Gruyère, am Ostfuss der Moléson-Kette. Die ehemalige Gemeindefläche betrug rund 12,6 km². Das Gebiet erstreckte sich von der Saane (französisch: Sarine) westwärts über den Talboden von Albeuve und bis auf die Bergkette von Vanil Blanc (1828 m ü. M.) und Dent de Lys (2014 m ü. M.). Die nördliche Grenze bildete die Marive, im Süden reichte das Gebiet bis an den Hongrin.

## Bevölkerung
Mit 577 Einwohnern (2000) zählte Albeuve vor der Fusion zu den kleineren Gemeinden des Kantons Freiburg, ist aber bevölkerungsmässig die grösste Ortschaft von Haut-Intyamon. Zu Albeuve gehört die Siedlung Les Sciernes-d’Albeuve (900 m ü. M.) auf einer Geländeterrasse am Hangfuss der Dent de Lys.
Einwohnerzahlen: Volkszählungsdaten

## Wirtschaft
Albeuve war lange Zeit ein vorwiegend durch die Landwirtschaft geprägtes Dorf. Die Viehzucht und die Milchwirtschaft (für die Käseproduktion) haben noch heute einen wichtigen Stellenwert in der Erwerbsstruktur der Bevölkerung. Daneben gibt es weitere Arbeitsplätze im lokalen Kleingewerbe und im Dienstleistungssektor. Im Dorf haben sich im Verlauf des 20. Jahrhunderts Betriebe des Chaletbaus, des Baugewerbes und eine Möbelfabrik niedergelassen. In den letzten Jahrzehnten hat sich das Dorf auch zu einer Wohngemeinde entwickelt. Einige Erwerbstätige sind deshalb Wegpendler, die vor allem in der Region Bulle arbeiten.

## Verkehr
Das Dorf ist verkehrstechnisch recht gut erschlossen. Es liegt an der Hauptstrasse von Bulle nach Château-d’Oex. Am 23. Juli 1903 wurde die Bahnlinie von Bulle nach Montbovon mit einem Bahnhof in Albeuve in Betrieb genommen. Ins westlich der Dent de Lys gelegene Châtel-Saint-Denis führt ein Wanderweg über den Col de Lys.

## Geschichte

Historisches Luftbild von Werner Friedli von 1964

Die erste urkundliche Erwähnung des Ortes erfolgte 1019 unter dem Namen Alba aqua (in der Bedeutung von weisses Wasser). Später erschienen die Bezeichnungen Albewi, Erbiwi (1171), Albewy (1221), Albavi (1228) und Albègue (1620).
Anders als die übrigen Gebiete der Haute-Gruyère gehörte Albeuve nicht zur Grafschaft Greyerz, sondern unterstand seit 1019 dem Domkapitel von Lausanne, seit 1291 direkt dem Bischof von Lausanne. Im Jahr 1536 wurde das Dorf von Freiburger Truppen erobert. Seit 1537 stand Albeuve unter Freiburger Herrschaft und wurde als Exklave der Vogtei Bulle angegliedert. Nach dem Zusammenbruch des Ancien Régime (1798) gehörte Albeuve zunächst zur Präfektur und ab 1848 zum Bezirk Greyerz. Durch eine grosse Feuersbrunst wurden 1876 zahlreiche Häuser zerstört.
Am 26. Juni 2001 votierten die Stimmberechtigten von Albeuve mit einer Ja-Mehrheit von rund 90 % für die Fusion der Gemeinden Albeuve, Neirivue, Lessoc und Montbovon. Mit Wirkung auf den 1. Januar 2002 entstand deshalb die neue Gemeinde Haut-Intyamon.

## Sehenswürdigkeiten
Die Pfarrkirche von Albeuve geht ursprünglich wahrscheinlich auf das 9. oder 10. Jahrhundert zurück und war damit die älteste Kirche der Haute-Gruyère. Sie wurde 1876 beim Dorfbrand zerstört. Der Neubau im neugotischen Stil erfolgte von 1876 bis 1879. In Les Sciernes-d'Albeuve befindet sich eine Kapelle, die 1635 erwähnt wurde. Der heutige Bau stammt von 1817 bis 1820.

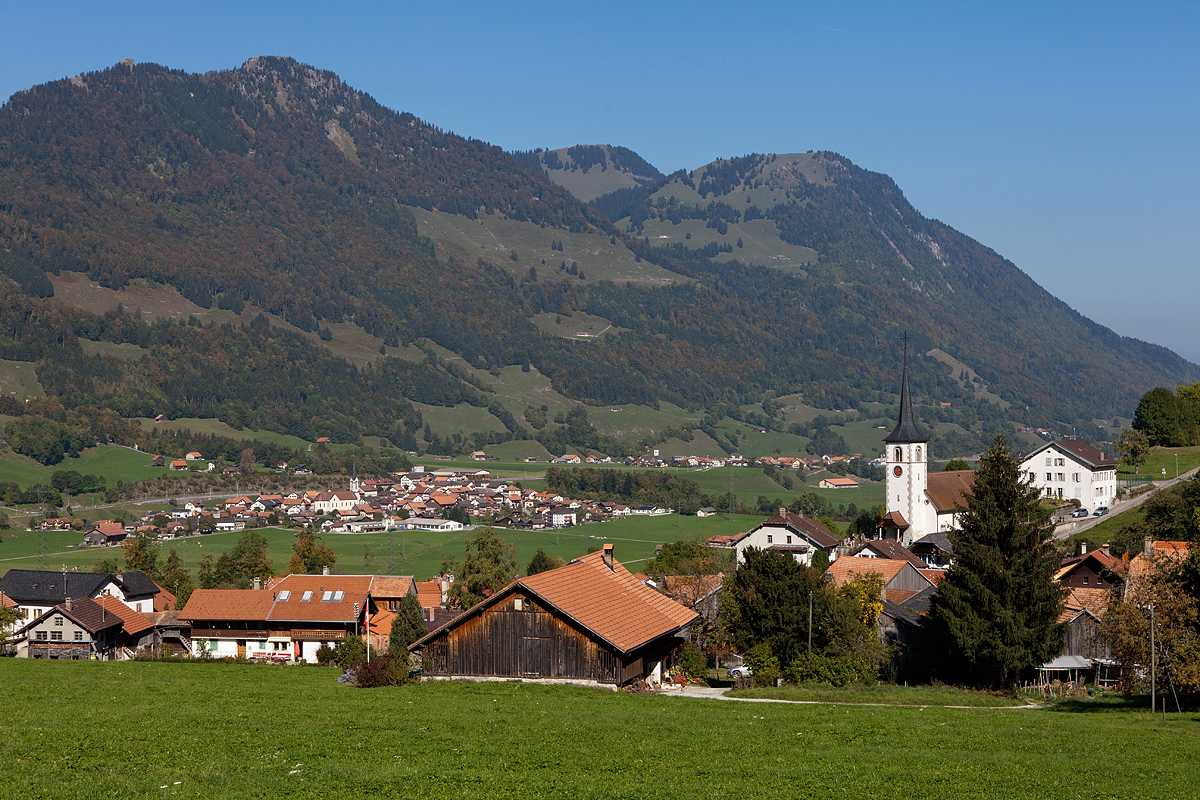
Blick nach Albeuve
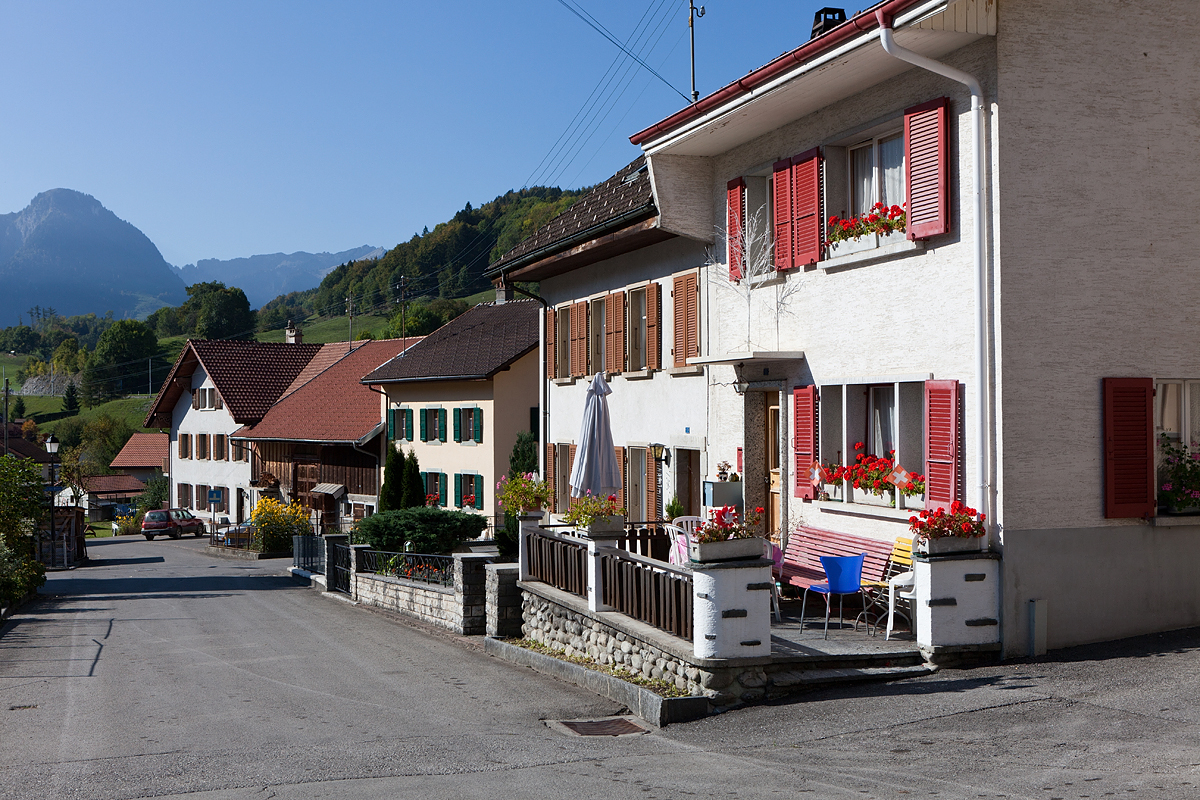
Rue de l’Arche
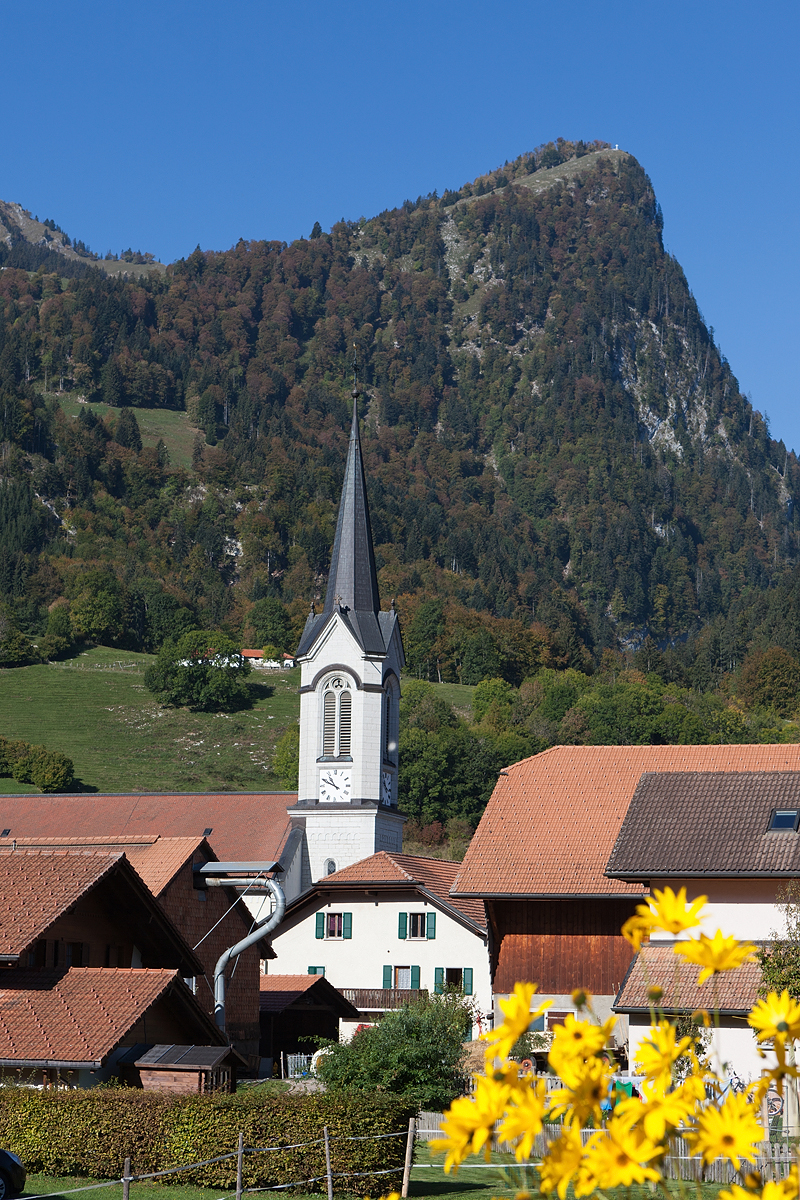
Kirche und Vanil de l’Arche
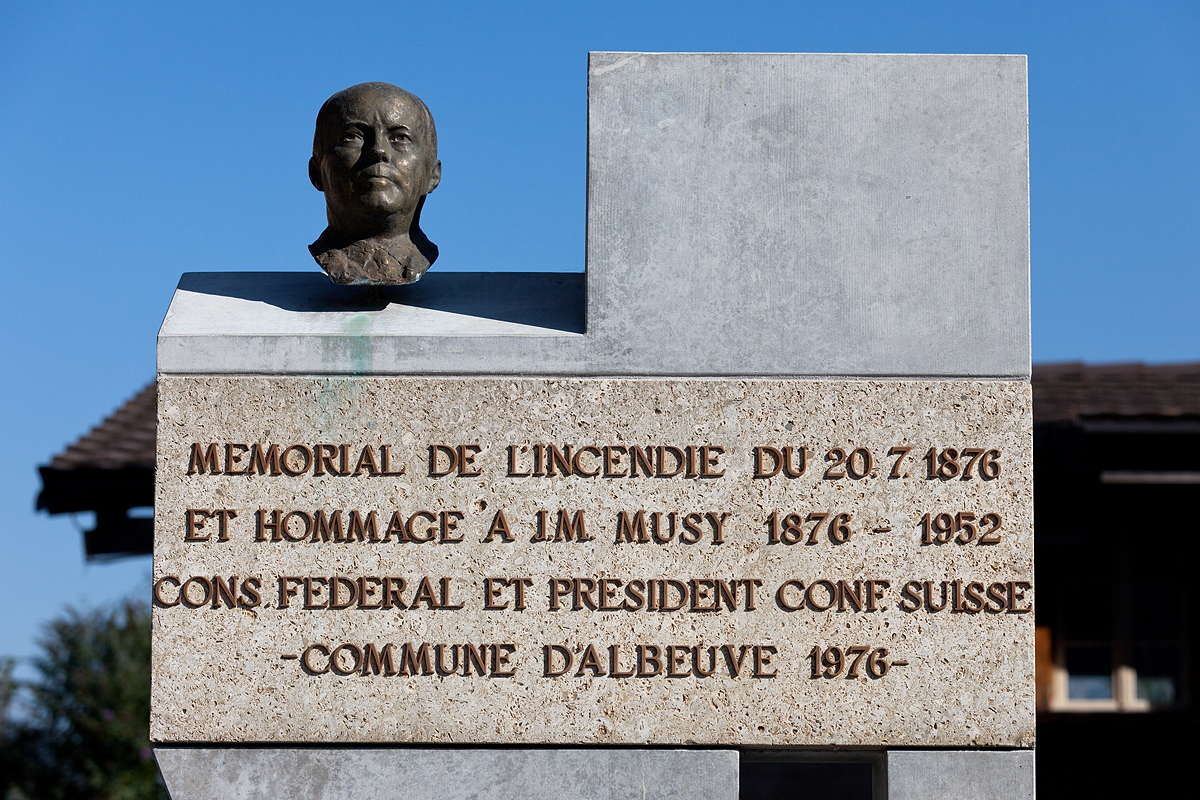
Jean-Marie Musy
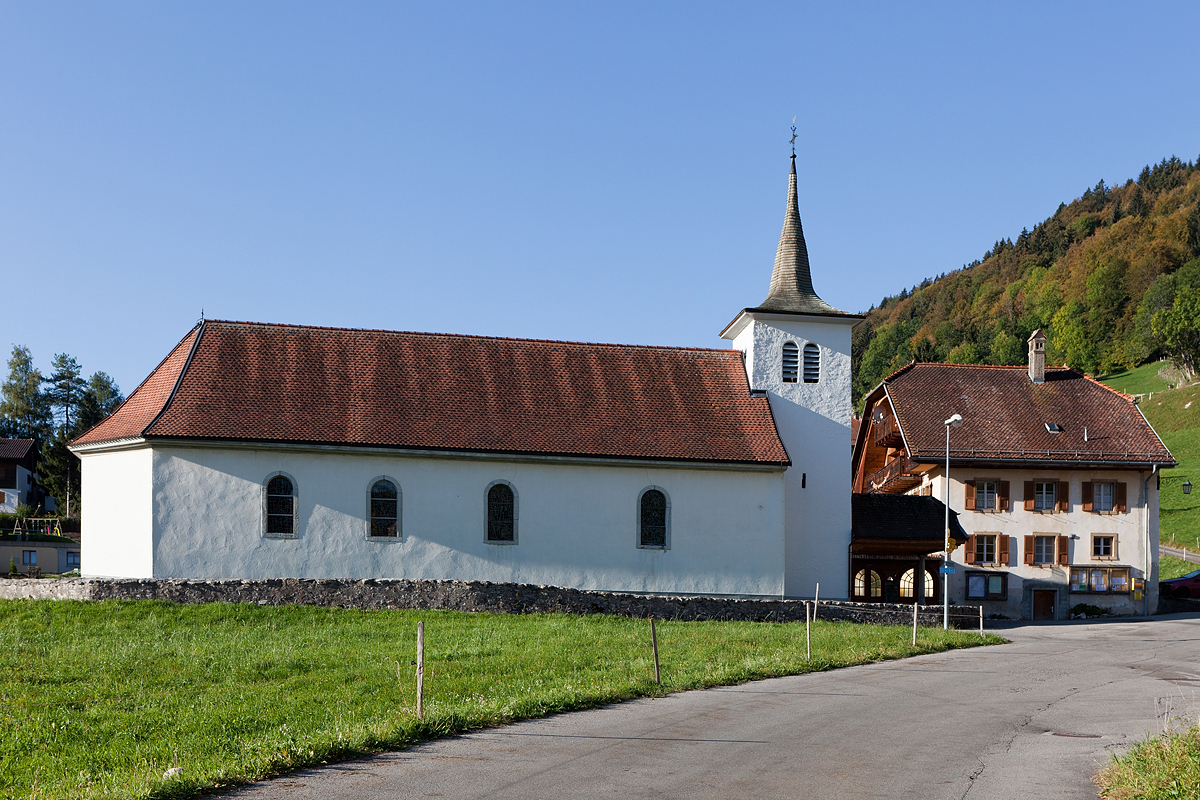
Chapelle l’Ermitage
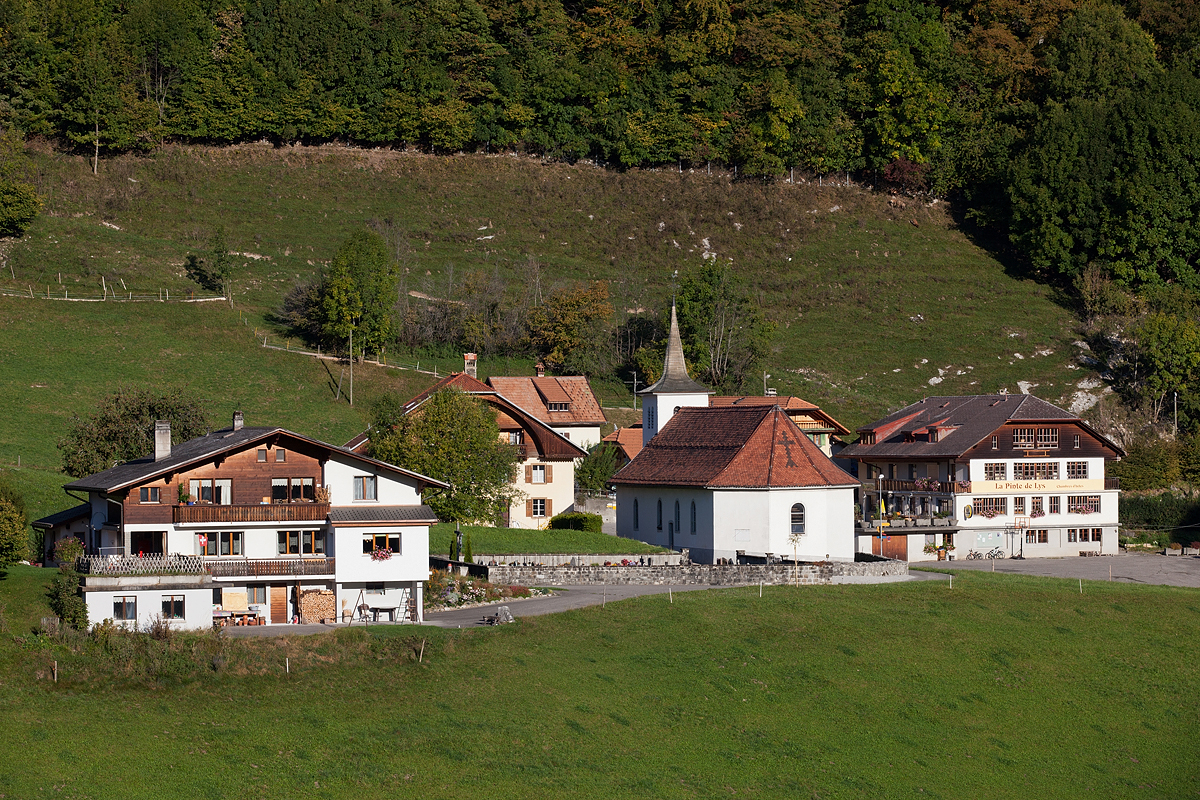
Weiler Les Sciernes
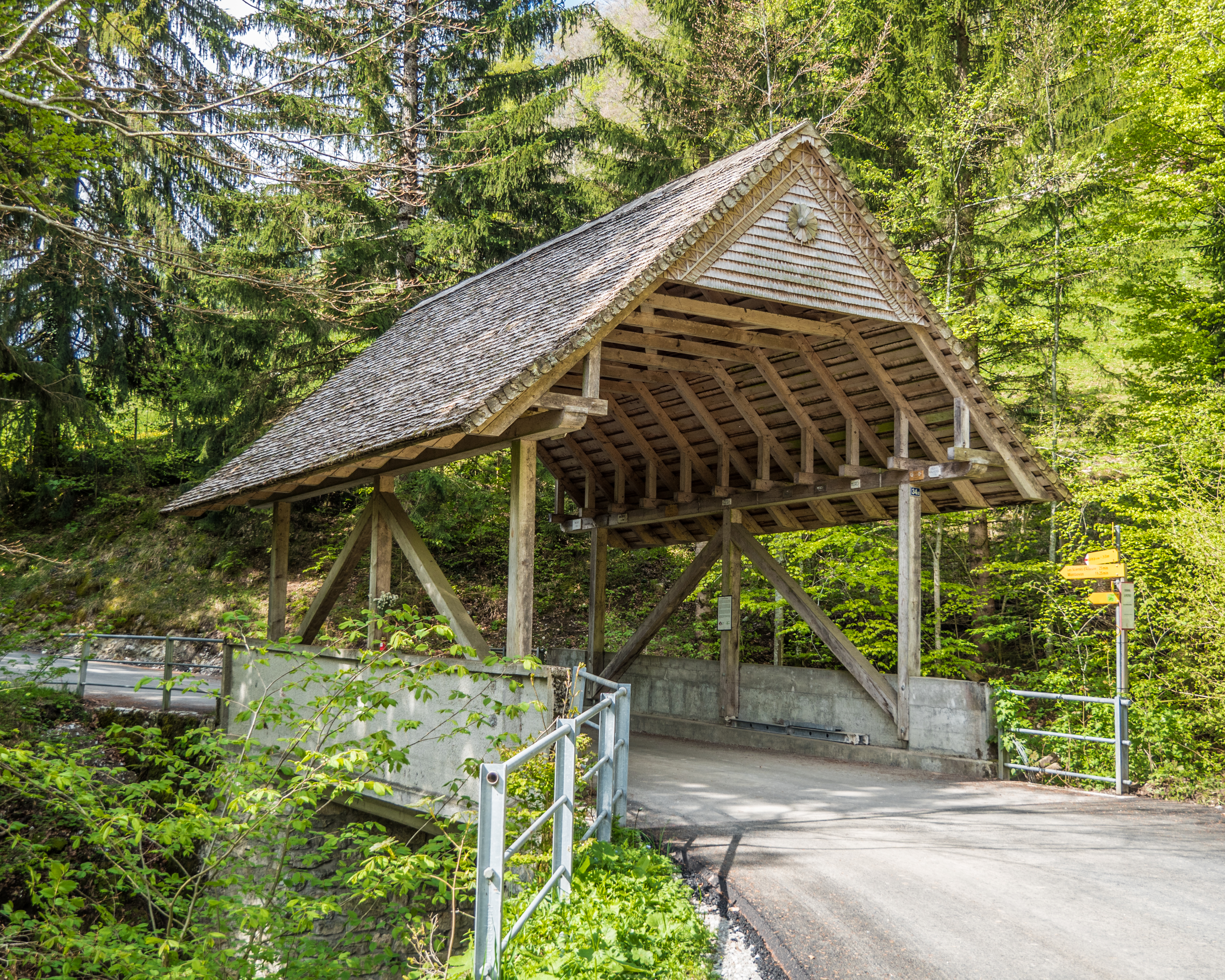
Beaucu-Brücke über den Rio de Momont